# Jaltomata glandulosa
Jaltomata glandulosa là loài thực vật có hoa trong họ Cà. Loài này được (Miers) R. Castillo & R.E. Schult. mô tả khoa học đầu tiên năm 1986.